# Karl Krüger-Hansson
Karl Johan Krüger-Hansson, född 24 februari 1887 i Lund, död 26 december 1962 i Lund, var en svensk poet, prosaförfattare och översättare. Han blev känd som en betydande om än oavsiktlig pekoralist.

## Biografi
Karl Krüger-Hanssons far, Frans Peter Hansson, var en välbeställd barberare och utexaminerad fältskär. Modern Johanna Kristina Elisabet Krüger var damfrisörska. Sonen Karl växte upp som det äldsta av fyra syskon. Han tog studenten på Lunds privata elementarskola (Spyken) 1909 och blev filosofie kandidat vid Lunds universitet 1914 efter studier i litteraturhistoria, geografi, tyska och pedagogik. Han var sedan barndomen varmt religiös och hade en önskan att bli präst. Efter kandidatexamen fortsatte han med teologistudier, blev teologie kandidat 1925 men aldrig prästvigd, ett misslyckande som grämde honom och som han i sina skrifter ibland anspelade på. Han var musikalisk och skaffade sig kantorsexamen, hade småuppdrag som organist och framträdde för patienter på sjukhus och pensionärer på ålderdomshem. Det hände att han predikade i kyrkor och undervisade i skolor, men han verkar aldrig ha haft någon anställning.
Karl Krüger-Hansson var hela sitt liv bosatt i Lund, i föräldrarnas bostad. Han förblev ogift.
Fadern avled 1925 och modern 1940. När han själv dog 1962 begravdes han i föräldrarnas grav på Norra kyrkogården i Lund.

## Författarskap
1927 gav Karl Krüger-Hansson ut ett tunt häfte på eget förlag, Dikter. Det följdes av mer än fyrtio andra häften, alla på eget förlag och i små upplagor, mest dikter men också prosa och översättningar av tysk lyrik och uppbyggelselitteratur. Han var flanör. Hans vandringar i staden inspirerade till många dikter om Lunds gator och parker. Resor i Skåne resulterade i andra dikter, till exempel de långa Lommabukten och Resan till Åsljunga. Andra teman är naturen, mat, kyrka, religion och existentiella ämnen.
Krüger-Hansson uppmärksammades 1943 i litteraturvetaren Olle Strandbergs bok om svenska pekoralister Pegas på villovägar. Han blev senare omskriven av Per Olof Karlander i tidskriften Byahornet (1949) och i Sölve Ossiannilssons Träskogalopp (1952). Dessa och andra skribenter såg Krüger-Hansson som en framstående pekoralist med äkta inlevelse men skral stilkänsla. Nils Palmborg gav 1965 ut ett fylligt urval dikter av Krüger-Hansson, Till en gammal lundensare. I en efterskrift kallar Palmborg honom ädelpekoralist.
Palmborg och andra har särskilt framhållit Krüger-Hanssons säregna Sparrisdikter (i samlingen Min farbrors trädgård, 1939) och Lommabukten (1947).
| ”                              | Giv hit din bastanta kropp, Som så gärna springer opp! För långt härnere du dig dolt, För länge jag din tystnad tålt. Du är smärt och smidig du! I mina händer som en ål. På huvudet i korgen nu! På stund jag täpper till ditt hål. | „ |
| – Kort utdrag ur Sparrisdikter | |   |